# اخوانیات
اخوانیات نامه‌های دوستانه‌ای که به شکل نظم یا نثر بین شعرا و دانش‌مندان مبادله می‌شده‌است.

## درون‌مایه اخوانیات
هر چند اخوانیات در معنای راستینش نامه‌های دوستانه‌است که بین اقوام و خویشان و دوستان رد و بدل می‌شود ولی کند و کاوهای بیشتر این رسائل نشان می‌دهد که عوامل و انگیزه‌های دیگری هم در پیدایش این موضوع نقش به سزا داشته‌است. این گونه رسائل بازتاب اندیشه‌ها، آرمانها و الگوهای مختلف میان نویسندگان در طول روزگاران است.

## اخوانیات منظوم
سرایش اخوانیه، بین اکثر شاعرانی که به سبک کهن شعر می‌سرایند، بسیار معمول است. شعرهایی که ادیب الممالک فراهانی و ادیب السلطنه برای ملک الشعرای بهار گفته‌اند و پاسخ‌های بهار برای آن دو شاعر، از نمونه‌های خوب «اخوانیات» پس از مشروطه است. در نسل بعد، بعضی از شاعران مکثر، در سرایش شعر دوستانه افراط کردند. مانند مرحوم ابو الحسن ورزی که مقید بود که هر نویسنده یا شاعری که برایش، چیزی می‌نوشت، حتماً پاسخ او را به شعر بدهند.
از اخوانیات کهن این قطعه مسعود سعد سلمان که خطاب به ابوالفرج رونی سروده‌است، معروف است:
| ای خواجه بوالفرج نکنی یادمن  |  | تا شاد گردد این دل نا شاد من |
| دانی که هست بنده وآزاد تو    |  | هرکس که هست بنده وآزاد من    |
| نازم بدان که هستم شاگرد تو   |  | شادم بدان که هستی استاد من   |
| مانا نه آگهی تو که باران اشک |  | از بن همی شوید بنیاد من      |

اخوانیه در شعر نو چندان مرسوم نیست امّا مهدی اخوان ثالث چند اخوانیه به اسلوب کهن دارد.
چند نمونه از اخوانیات معاصر نیز میان دکتر مهدی حمیدی و فخرالدّین مزارعی ردّ وبدل شده‌است:
نامهٔ فخرالدّین مزارعی:
| به شرق، قصّة زخمی به صفحة خون بچکاند       |  | به غرب دیدهٔ خواننده خون دل بفشاند     |
| ســر بیان غمی سینه سوز دارم و خــواهم     |  | که هم نگفته بمانــد و هم نگفته نماند  |
| ز «روزآخر» خویشم مگوی وگـــر بتوانی       |  | چنان بگو که به رخ سیل گریه‌ام ندواند   |
| حدیث رفتن جانسوز خویش گفتی وگویم:         |  | مرو که نغمه نمیرد، بمان که شعـر بماند |
| اگــر تو شعــر نگویی برای من که بگوید     |  | وگر تو نغمه نخوانی برای من که بخواند  |
| ترا بــدانم ودانــی، مرا بدانــی و دانــم |  | بزرگ بایــد تا پایــهٔ بزرگ بداند      |
| مرابه جان توای جان دعای روزوشب است این:   |  | خدا وجود تو از شعر پارسی نســتاند     |

پاسخ مهدی حمیدی
| بـدان عزیز گران قدر مهـــربان که توانـــد    |  | سلام من بـــبرد و این پـــیام من برساند |
| که چون تو نامه نویسی مگرجواب نخواهی؟         |  | اگر چرا، چه نویسی چنان که کس نتواند؟    |
| مرا که خامه دُرافشان بود چنان که تو دانی      |  | چو کرد عزم جواب تو اشک عجز فشـاند       |
| حدیث مرگ عزیزان که بر لبــان ننــشیند        |  | چه زود جبــر زمانــش بر آن لبان بنشاند  |
| «مـــرا بدانی و دانم، تو را بدانـــم و دانی» |  | تو آن کسی که جواب تو جان من بستاند      |